# Citroën C4 (2004)
Pour les articles homonymes, voir Citroën C4.
 (avril 2023).
 (avril 2023).
Si vous disposez d'ouvrages ou d'articles de référence ou si vous connaissez des sites web de qualité traitant du thème abordé ici, merci de compléter l'article en donnant les références utiles à sa vérifiabilité et en les liant à la section « Notes et références ».
La Citroën C4 est une berline compacte du constructeur automobile français Citroën. Elle remplace la Xsara dès novembre 2004.
La C4 existe en plusieurs variantes de carrosserie : berline cinq portes (B51), version trois portes dite coupé (B50), berline quatre portes à empattement allongé (B53 C-Triomphe / C4 Pallas / C4 Sedan) et berline quatre portes à empattement normal (C-Quatre puis C4 Sega), ainsi que deux versions monospace (B58) appelées C4 Picasso et Grand C4 Picasso.

## Historique

### Conception et développement
Le projet C4 (code interne B5) tire ses origines en 1998, lorsque la maquette d'un concept car nommé C4 Volcane est réalisée par un designer de Citroën, Marc Pinson. Le concept car doit être présenté au Salon de l'automobile de Francfort 1999, mais quelques mois avant, en juillet 1999, la direction décide d'annuler la présentation publique du véhicule, et de s'en servir comme base de projet au véhicule devant remplacer la Xsara. La C4 Volcane sera montrée au public pour la première fois en 2009, à l'occasion d'un rassemblement de véhicules Citroën.
La C4 de série est dessinée par l'équipe de stylistes placée sous la direction de Jean-Pierre Ploué. Elle est présentée officiellement en juillet 2004, en deux carrosseries berline 5 portes et coupé 3 portes.

### Caractéristiques principales

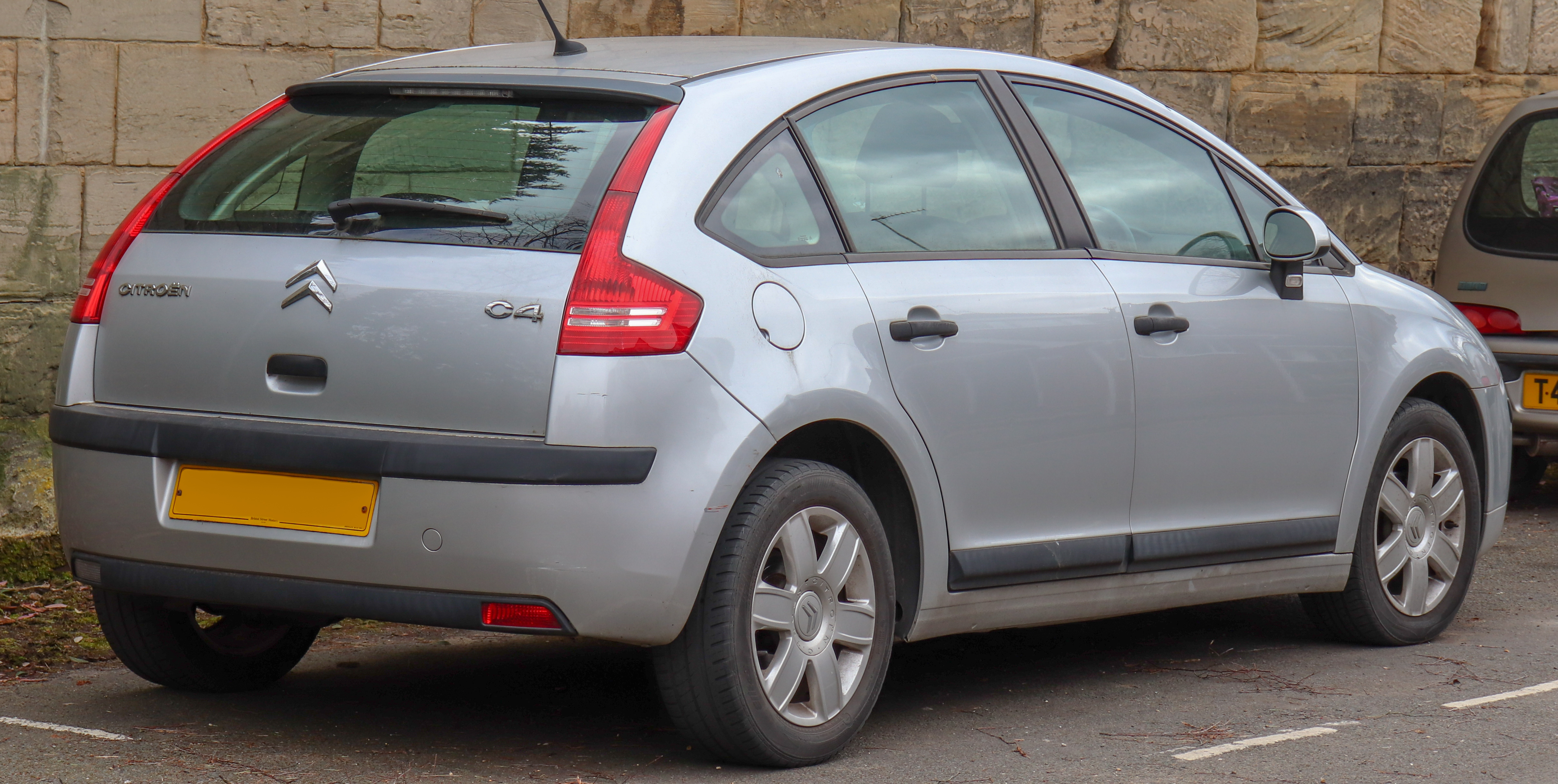
Citroën C4 1 Phase I Berline

Par rapport aux Citroën Xsara et ZX précédentes, l'essieu arrière auto-directionnel, jugé trop vif, a été abandonné.
En plus d'un profil optimisant le volume, en particulier à l'arrière — mais pas le coffre —, qui permet à la C4 de décrocher un Cx de 0,29 pour la version 5 portes, des nouveautés apparaissent comme son volant à moyeu fixe. Beaucoup d'informations sont affichées au milieu de la planche de bord dans le plus pur style monospace, ce qui ne plaît guère aux amateurs de coupés (3 portes) ; le tachymètre à cristaux liquides peut rappeler chez Citroën celui de la BX DIGIT, mais Renault a beaucoup plus employé ce procédé. Le compte-tours numérique, placé dans l'axe du conducteur, se colore en rouge à l'approche du régime maximal.
La boîte automatique 6 rapports est d'abord disponible sur les versions essence uniquement, en 1,6 litre VTI 120 ch sur les versions 3 et 5 portes ainsi qu'avec le 1.6 THP 140/150 ch en version 5 portes. Elle devient également disponible sur les versions diesel HDi courant 2006. La C4 1.6 HDi 110 étrenne une nouvelle boîte robotisée, baptisée BMP6 pour « boîte manuelle pilotée à 6 rapports ». Celle-ci dispose d’un mode « sport », qui permet un changement de rapport montant  en 0,4 s, contre 0,8 s normalement. Cette boîte est plus efficace que le « Sensodrive » équipant les C2 et C3, mais moins onctueux que le DSG de Volkswagen équipée de deux embrayages (contre un seul ici).[réf. nécessaire] La consommation minimum en mixte est de 4,4 l/100 km.
Les C4 sont produites dans l'usine PSA de Mulhouse. Entre novembre 2004 et juillet 2008, il s'est vendu 900 000 exemplaires de la C4 ; la production totale atteindra 2 300 000 exemplaires à la retraite de la C4 I en 2010.

### Restylage de la C4

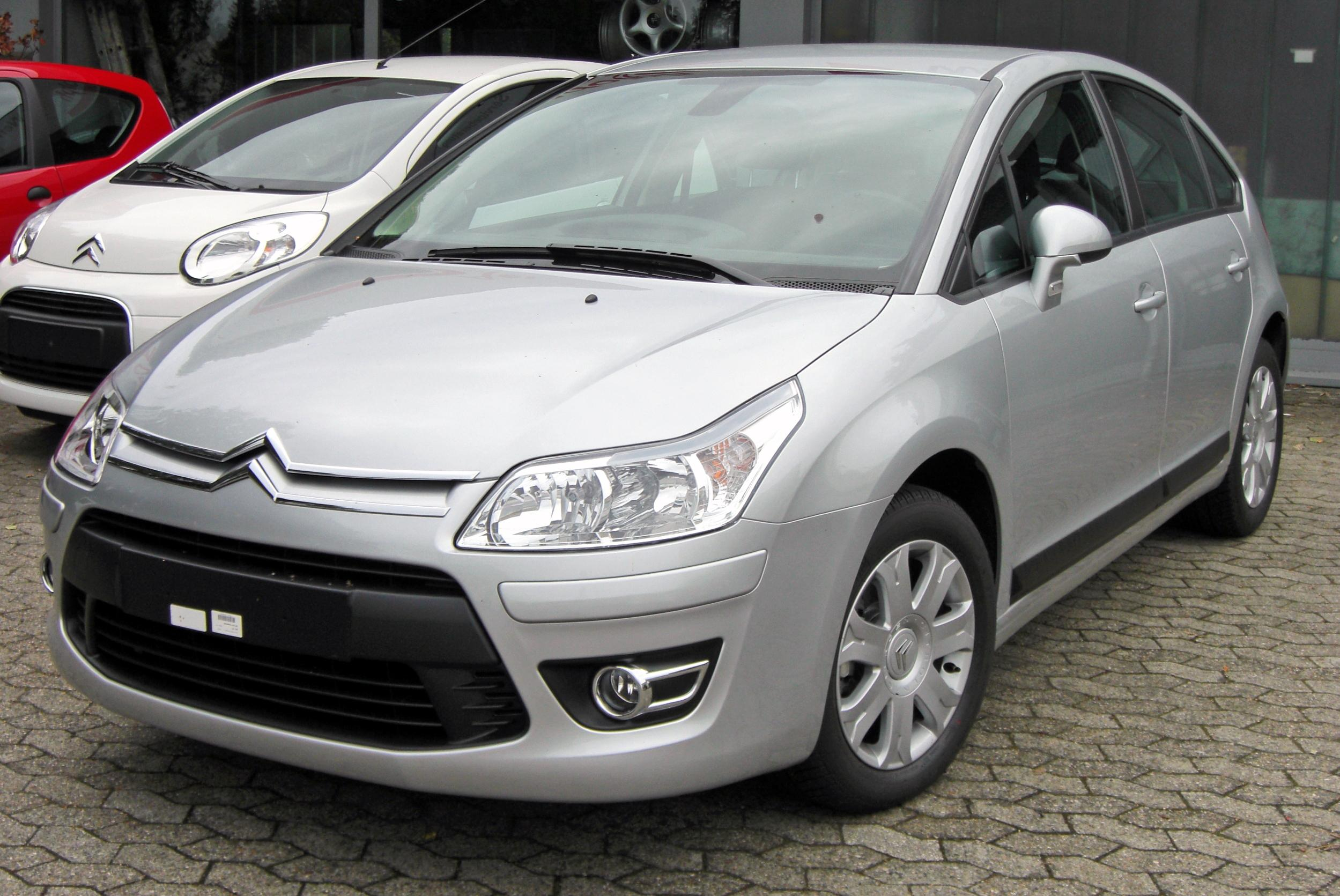
Citroën C4 I Phase 2 Berline

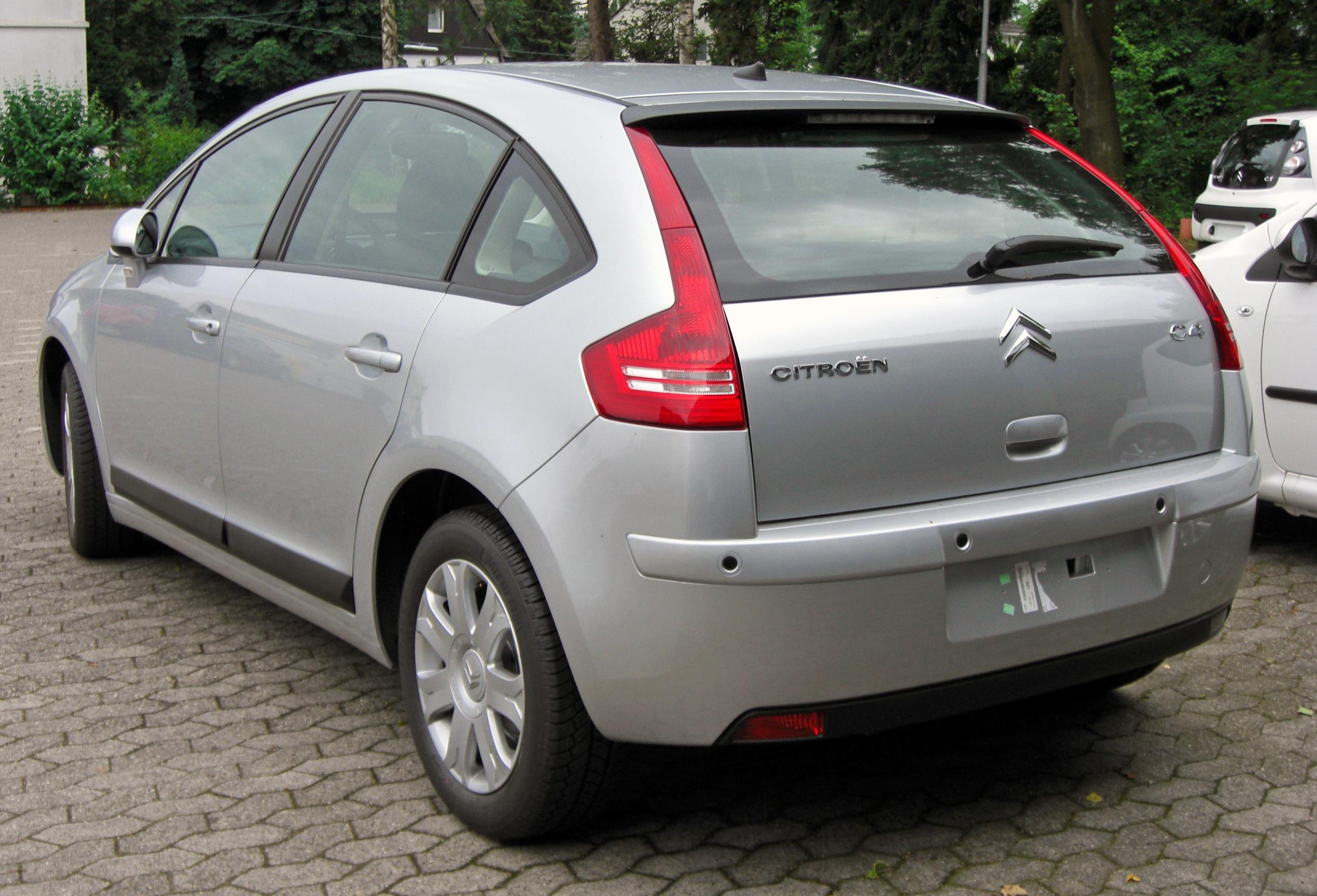
Citroën C4 I Phase 2 Berline

La C4 restylée est présentée en première mondiale lors du salon de Moscou, le 26 août 2008. Les modifications portent sur l'extérieur, l'intérieur et les moteurs.
L'extérieur se modernise par un nouveau pare-chocs (qui allongent le véhicule de 15 mm) avec une entrée d'air unique associés à un capot arrondi ainsi qu'avec des chevrons pincés. Un nouveau transparent cristal fait son apparition pour les feux arrière du coupé. Trois nouvelles jantes de 16 et 17 pouces en alu arrivent.
L'intérieur quant à lui adopte de nouveaux garnissages, le grainage de plusieurs pièces d'habillage et la migration du compte-tours sur le tableau de bord central. L’offre télématique et audio progresse avec la présence de « MyWay » (système de navigation) qui s’associe désormais au Bluetooth. Face au développement de plus en plus important de support musical nomade, la nouvelle C4 bénéficie de la USB BOX qui permet de brancher différents lecteurs grâce à une entrée USB.
La C4 améliore son offre de moteurs essence avec les nouveaux VTi 95 et 120 et THP 150 développés avec BMW qui sont plus performants, plus économiques et plus écologiques. Quant à la version diesel 2 litres HDi, elle inaugure la future norme euro 5. La C4 utilise désormais des pneumatiques à très basse résistance au roulement.

### Innovations
Le siège qui vibre lors du franchissement d'une ligne continue (système AFIL), les phares directionnels et le détecteur de sous-gonflage sont réservés aux seules versions supérieures.
Une autre innovation de la C4 est le parfumeur d'ambiance à cartouche, qui était directement intégré à l'aérateur central juste au-dessus de la cartouche de débit d'air. Au lancement, le parfumeur d'ambiance intégré est inclus dès le niveau de finition Pack sur la berline et VTR sur le coupé. Trois cartouches de parfum sont alors offertes (Fleur de Vanille, Menthe Musc et Ylang Bambou) à la livraison d'une C4. D'autres parfums sont proposés à l'achat en concession.

## Les différentes versions

### Modèles de base et descriptions

#### Citroën C4 Berline
- Attraction : c'est l'entrée de gamme de la C4. Sont de série l'ABS, le REF et l'AFU, de coussins gonflables de sécurité (« Airbags ») frontaux, latéraux et rideaux (dont un neutralisable côté passager), un régulateur/limiteur de vitesse, un cache bagages, des essuie-vitres avant intermittents, un ordinateur de bord, un siège conducteur réglable en hauteur, un siège conducteur réglable manuellement, un volant réglable en hauteur et profondeur, une condamnation centralisée avec plip HF, des vitres avant électriques, des rétroviseurs extérieurs réglables électriquement, des vitres teintées, un volant à commandes centrales fixes.
  - Options : peinture métallisée ; système audio CD RDS MP3
  - Moteurs disponibles : 1.4i 16v 90 ch BVM5, 1.6 HDI 92 ch BVM5
- Confort : deuxième niveau de finition. Il propose les équipements évoqués ci-dessus auxquels s'ajoutent un système audio CD RDS MP3 6HP, des projecteurs antibrouillards avant déportés, l'air conditionné et la boîte à gants réfrigérée
  - Options : peinture métallisée ; Pack mains libres Bluetooth ; ESP ; aide au stationnement arrière ; Pack climatisation automatique.
  - Moteurs disponibles : 1.4i 16v 90 ch BVM5, 1.6i 16V VTi 120 ch BVM5, 1.6 HDi 92 ch BVM5, 1.6 HDi 110 ch FAP BVM5 et BMP6.
- Pack ambiance : troisième niveau de finition. Il comprend les équipements évoqués ci-dessus auxquels s'ajoutent l'allumage automatique des feux de croisement, un rétroviseur intérieur électrochrome, des ampoules halogène, des essuie-vitres avant automatique, une aide au stationnement arrière, une climatisation bi-zone et boîte à gants réfrigérée, des vitres arrière électriques, un parfumeur d'ambiance, et un volant en cuir.
  - Options : peinture métallisée ; ESP ; toit vitré panoramique ; kit mains libres Bluetooth ; jantes alliage 16 pouces.
  - Moteurs disponibles : 1.6i 16v VTi 120 ch BVM5, 1.6 HDi 92 ch BVM5, 1.6 HDi 110 ch FAP BVM5 et BMP6, 2.0 HDi 138 ch FAP BVM6.
- Exclusive : finition haut de gamme de la C4. Elle comprend les équipements évoqués ci-dessus avec en plus de l'ESP, un détecteur de sous-gonflage des pneus, une aide au stationnement avant, des rétroviseurs extérieurs réglables/dégivrants et rabattables électriquement, des lave-phares si feux xénon (pré-installation si phares halogènes), un surtapis avant, un kit mains libres Bluetooth et des jantes alliage 17 pouces. Elle reçoit également des petits plus extérieurs tels que les touches de piano black sur le becquet, l'habillage extérieur du pilier B et des custode avant et des baguettes en chrome sur les pare-chocs avant et arrière.
  - Options : peinture métallisée ; cuir et sièges avant chauffants ; système de navigation NaviDrive couleur ; système AFIL ; projecteurs directionnels xénon bi-fonction ; toit vitré panoramique ; Pack acoustique.
  - Moteurs disponibles : 1.6i 16v VTi 120 ch BVM5, 2.0 16v 143/138, 1.6i 16v THP 140 / 150 ch BVM6 et BVA4, 1.6 HDi 110 ch FAP BVM5 et BMP6, 2.0 HDi 140 ch FAP BVM6 et BVA6.

#### Citroën C4 Coupé
- VTR : entrée de gamme C4. Il propose à partir de 18 750 € une banquette arrière 2/3-1/3, 3 appuis-tête escamotables, un système audio CD RDS MP3 6HP, un ABS + REF + AFU, des airbags frontaux, latéraux et rideaux, un airbag passager neutralisable, un régulateur/limiteur de vitesse, un pare-brise feuilleté, des projecteurs antibrouillards avant déportés, un cache-bagages, des ampoules halogènes, des essuie-vitres avant intermittents, un ordinateur de bord, un siège conducteur réglable en hauteur, un siège conducteur réglable manuellement, un volant réglable en hauteur et profondeur, l'air conditionné + boîte à gants réfrigérée, une condamnation centralisée avec plip HF, des vitres avant électriques, un parfumeur d'ambiance, des rétroviseurs extérieurs réglables électriquement, des rétroviseurs électriques dégivrants et rabattables, des vitres teintées, un volant cuir, un volant à commandes centrales fixes, et des roues tôle 16 pouces.

Options : peinture métallisée ; Pack mains libres Bluetooth ; ESP ; aide au stationnement arrière ; toit vitré panoramique ; Pack climatisation automatique ; jantes alliage 16 pouces
Moteurs disponibles : 1.4i 16v 90 ch BVM5, 1.6i 16v VTi 120 ch BVM5, 1.6 HDi 92 ch BVM5, 1.6 HDi 110 ch FAP BVM5 et BMP6.
- VTS : finition haut de gamme de la C4. Elle propose à partir de 22 150 € les équipements évoqués ci-dessus auxquels s'ajoutent l'allumage automatique des feux de croisement, l'ESP, un rétroviseur intérieur électrochrome, un détecteur de sous-gonflage des pneus, un filet de rangement dans le coffre, une aide au stationnement avant et arrière, des essuie-projecteurs, des essuie-vitres avant automatiques, des rétroviseurs extérieurs dégivrants, la climatisation régulée bi-zone et boîte à gants réfrigérée, des surtapis avant, la lunette arrière ouvrant, un kit mains libres Bluetooth, des jantes alliage 17 pouces et un avertisseur bi-ton.

Options : peinture métallisée ; cuir et sièges avant chauffants ; système de navigation NaviDrive couleur ; système AFIL ; projecteurs directionnels xénon bi-fonction ; toit vitré Panoramique ; Pack acoustique.
Moteurs disponibles : 1.6i 16v VTi 120 ch BVM5, 1.6i 16v THP 140 / 150 ch BVM6, 1.6 HDi 110 ch FAP BVM5, BMP6, 2.0 HDi 140 ch FAP BVM6 et BVA6, 2.0i 16v 138 ch BVM5 et 2.0i 16v 180 ch BVM5.

#### Citroën C4 Bioflex
La C4 Bioflex est un véhicule à carburant modulable. La C4 Bioflex utilise un carburant issu de l'agriculture. Équipé d'un moteur de 1,6 litre développant 82 kW, la C4 Bioflex est un modèle qui reçoit les mêmes finitions et mêmes équipements que le reste de la gamme C4. Ce véhicule réduit de 5 % les émissions de CO2 en cycle mixte par rapport à une C4 « standard ».

### Les séries spéciales

#### Citroën C4 Coupé by Loeb (2006)

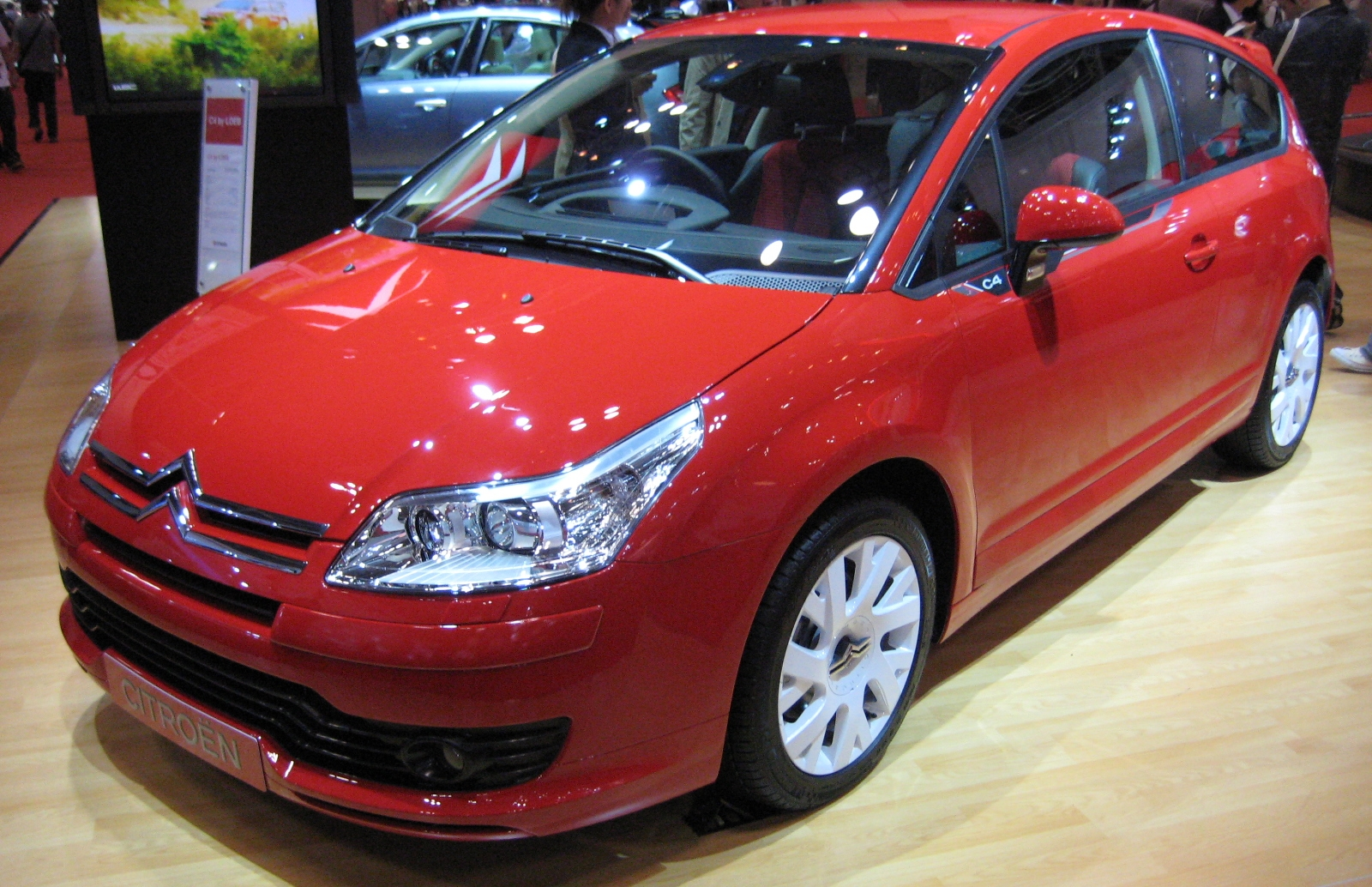
Une Citroën C4 Coupé by Loeb (2006).

En 2006, Citroën lance la C4 « by Loeb », une série limitée célébrant les succès sportifs du pilote de rallye Sébastien Loeb avec la marque française. Cette version, basée sur les finitions « Pack Ambiance » et « VTS », comporte des éléments esthétiques spécifiques qui évoquent discrètement la future Citroën C4 WRC, et est disponible avec des moteurs de 110 à 150 ch. À l'extérieur, la C4 by Loeb est proposée en deux couleurs : rouge Aden et noir Obsidien, et dispose de jantes en alliage 17 pouces « Resolven » peintes en blanc (ou grises en option gratuite), de pieds de rétroviseurs noir Obsidien, de coquilles de rétroviseurs « Alu Shadow » (si noir Obsidien) ou couleur carrosserie (rouge Aden), d'un becquet et aileron couleur carrosserie, de bandes décoratives latérales avec le logo « C4 by Loeb » et du numéro de série, de baguettes latérales couleur carrosserie, et d'un logo spécifique sur hayon. 

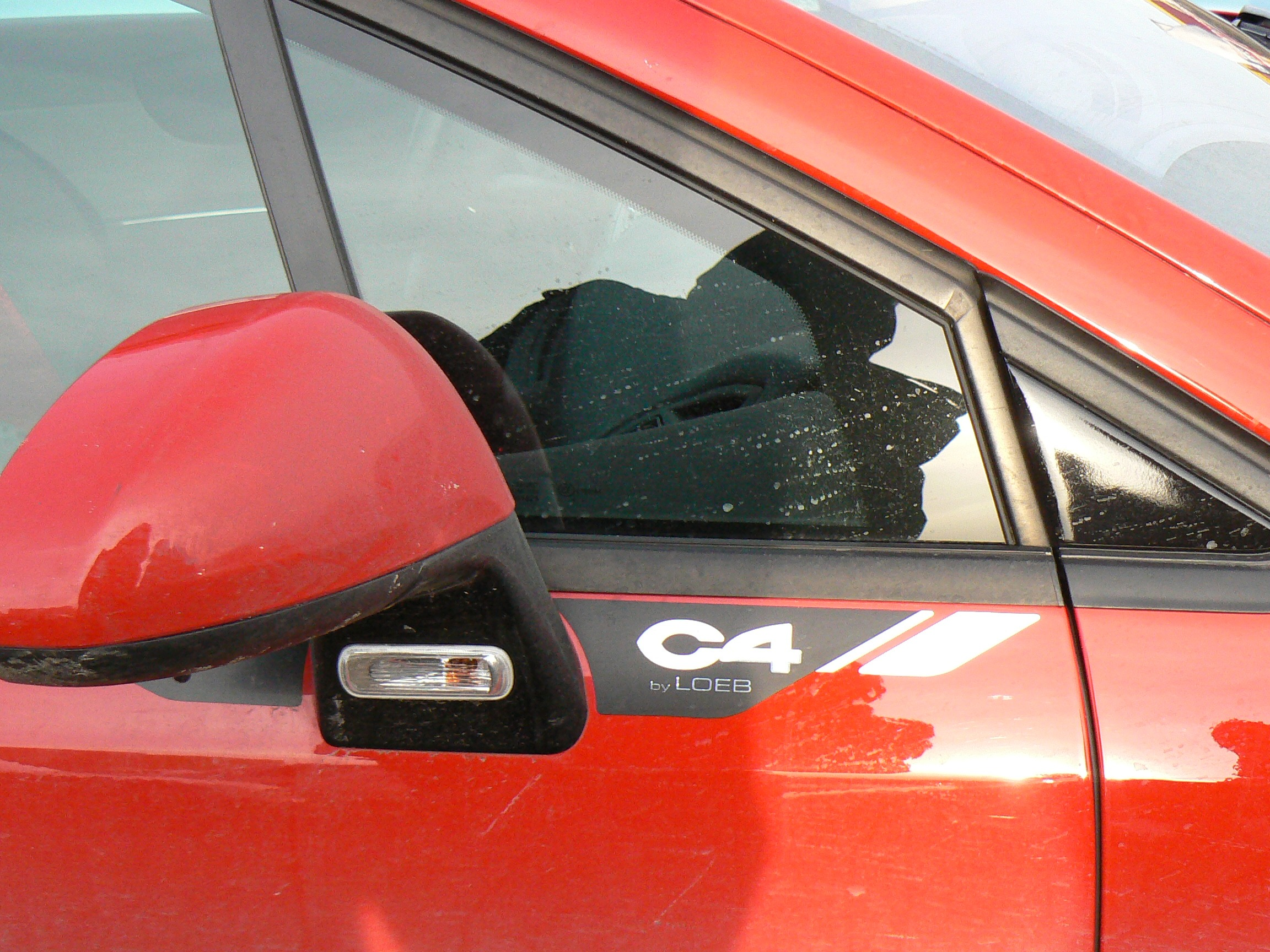
Vue de la bande décorative latérale « C4 by Loeb ».

À l'intérieur, cette série possède des sièges sport en Alcantara avec le logo Citroën brodé sur les appui-têtes avant, des surpiqûres rouges sur accoudoir central, une façade centrale métallisée, des surtapis spécifiques surpiqués de rouge avec logo « C4 ». La climatisation régulée bizone est supprimée de série, et devient une option, sauf sur la finition « VTS » qui la conserve en série. En même temps, Citroën sort la Citroen C2 « by Loeb », qui reprend les mêmes bases esthétiques que la C4.

#### Citroën C4 Coupé by Loeb (2009)
Lancée le 2 février 2009, Citroën présente une nouvelle version de la C4 « by Loeb », basée sur la deuxième phase. Cette version, plus marquée que la première, célèbre le cinquième titre en WRC de Sébastien Loeb. Disponible en rouge Aden et noir Perla Nera, elle arbore de grands autocollants sur les portières et bénéficie de jantes en alliage 17 pouces « Pastenague » en blanc Banquise à cabochon rouge et chevrons chromés. En couleur noire, elle dispose des coques de rétroviseurs aluminium ainsi que de jantes noires.

## Caractéristiques

### Chaîne cinématique

#### Motorisations
La C4 a 8 moteurs et 4 niveaux de finition pour la berline, 2 pour le coupé.
Moteurs essence :
- un 1.4 16V de 88ch avec calage variable de l'arbre a cames d'admission (dénomination; ET3J4)
- un 1.6 16V de 110ch (dénomination; TU5JP4)
- un 2.0 16V de 138/141ch (dénomination; EW10J4/EW10A)
- un 2.0 16V de 177ch uniquement sur coupé (dénomination; EW10J4S)
| Modèle et boîte                                    | Moteur                                | Cylindrée         | Performance                    | Couple                 | 0 à 100 km/h                  | Vitesse maximale                  | Consommation et émissions de CO2    |
| -------------------------------------------------- | ------------------------------------- | ----------------- | ------------------------------ | ---------------------- | ----------------------------- | --------------------------------- | ----------------------------------- |
| Citroën C4 1.4i 16v 90 (boîte méca. 5)             | 4 cylindres en ligne TU3 JP4 / ET3 J4 | 1 360 cm3 (1,4 L) | 65 kW (88 ch) à 5 250 tr/min   | 133 N m à 3 250 tr/min | 12,8 s                        | 182 km/h                          | 6,5 L/100 km 153 g/km               |
| Citroën C4 1.6i 16v 110 (boîte méca. 5 ou auto. 4) | 4 cylindres en ligne TU5 JP4          | 1 587 cm3 (1,6 L) | 80 kW (110 ch) à 5 750 tr/min  | 147 N m à 3 900 tr/min | Méca. : 10,6 s Auto. : 13,1 s | Méca. : 194 km/h Auto. : 188 km/h | 7,1 et 7,6 L/100 km 169 et 180 g/km |
| Citroën C4 1.6 VTi 120 (boîte méca. 5)             | 4 cylindres en ligne EP6              | 1 598 cm3 (1,6 L) | 88 kW (120 ch) à 6 000 tr/min  | 160 N m à 4 250 tr/min | 10 s                          | 195 km/h                          | 6,7 L/100 km 159 g/km               |
| Citroën C4 1.6 THP 140 (boîte auto. 4)             | 4 cylindres en ligne EP6 DT (5FT)     | 1 598 cm3 (1,6 L) | 103 kW (140 ch) à 6 000 tr/min | 240 N m à 1 400 tr/min | 9,7 s                         | 202 km/h                          | 7,7 L/100 km 183 g/km               |
| Citroën C4 1.6 THP 150 (boîte méca. 6)             | 4 cylindres en ligne EP6 DT (5FX)     | 1 598 cm3 (1,6 L) | 110 kW (150 ch) à 5 800 tr/min | 240 N m à 1 400 tr/min | 8,4 s                         | 211 km/h                          | 6,9 L/100 km 164 g/km               |
| Citroën C4 2.0 16v 140 (boîte méca. 5 ou auto. 4)  | 4 cylindres en ligne EW10 J4 / EW10 A | 1 997 cm3 (2,0 L) | 103 kW (140 ch) à 6 000 tr/min | 200 N m à 4 000 tr/min | Méca. : 9,2 s Auto. : 10,1 s  | Méca. : 207 km/h Auto. : 206 km/h | 7,6 et 8,1 L/100 km 182 et 193 g/km |
| Citroën C4 Coupé VTS 2.0 16v 180 (boîte méca. 5)   | 4 cylindres en ligne EW10 J4S         | 1 997 cm3 (2,0 L) | 130 kW (177 ch) à 7 000 tr/min | 202 N m à 4 750 tr/min | 8,3 s                         | 227 km/h                          | 8,4 L/100 km 200 g/km               |

| Modèle et boîte                              | Moteur                          | Cylindrée         | Performance                    | Couple                 | 0 à 100 km/h | Vitesse maximale | Consommation et émissions de CO2   |
| -------------------------------------------- | ------------------------------- | ----------------- | ------------------------------ | ---------------------- | ------------ | ---------------- | ---------------------------------- |
| Citroën C4 1.6 HDi 92 (boîte méca. 5)        | 4 cylindres en ligne DV6 ATED4  | 1 560 cm3 (1,6 L) | 67 kW (92 ch) à 4 000 tr/min   | 215 N m à 1 750 tr/min | 12,5 s       | 180 km/h         | 4,7 L/100 km 125 g/km              |
| Citroën C4 1.6 HDi 110 (boîte méca. 5 BMP 6) | 4 cylindres en ligne DV6 TED4   | 1 560 cm3 (1,6 L) | 80 kW (109 ch) à 4 000 tr/min  | 240 N m à 1 750 tr/min | 11,2 s       | 192 km/h         | 4,5 à 4,8 L/100 km 120 et 125 g/km |
| Citroën C4 2.0 HDi 90 (boîte méca. 5)        | 4 cylindres en ligne DW10 TD    | 1 997 cm3 (2,0 L) | 66 kW (90 ch) à 4 000 tr/min   | 205 N m à 1 900 tr/min |              |                  |                                    |
| Citroën C4 2.0 HDi 110 (boîte méca. 5)       | 4 cylindres en ligne DW 10 ATED | 1 997 cm3 (2,0 L) | 79 kW (107 ch) à 4 000 tr/min  | 250 N m à 1 750 tr/min |              |                  |                                    |
| Citroën C4 2.0 HDi 136 (boîte auto. 6)       | 4 cylindres en ligne DW10 BTED4 | 1 997 cm3 (2,0 L) | 100 kW (136 ch) à 4 000 tr/min | 320 N m à 2 000 tr/min | 10,4 s       | 206 km/h         | 6,6 L/100 km 175 g/km              |
| Citroën C4 2.0 HDi 140 (boîte méca. 6)       | 4 cylindres en ligne DW10 C     | 1 997 cm3 (2,0 L) | 103 kW (140 ch) à 4 000 tr/min | 320 N m à 2 000 tr/min | 9,7 s        | 207 km/h         | 5,3 L/100 km 139 g/km              |

## Dérivés

### C-Triomphe, C4 Pallas et C4 Sedan

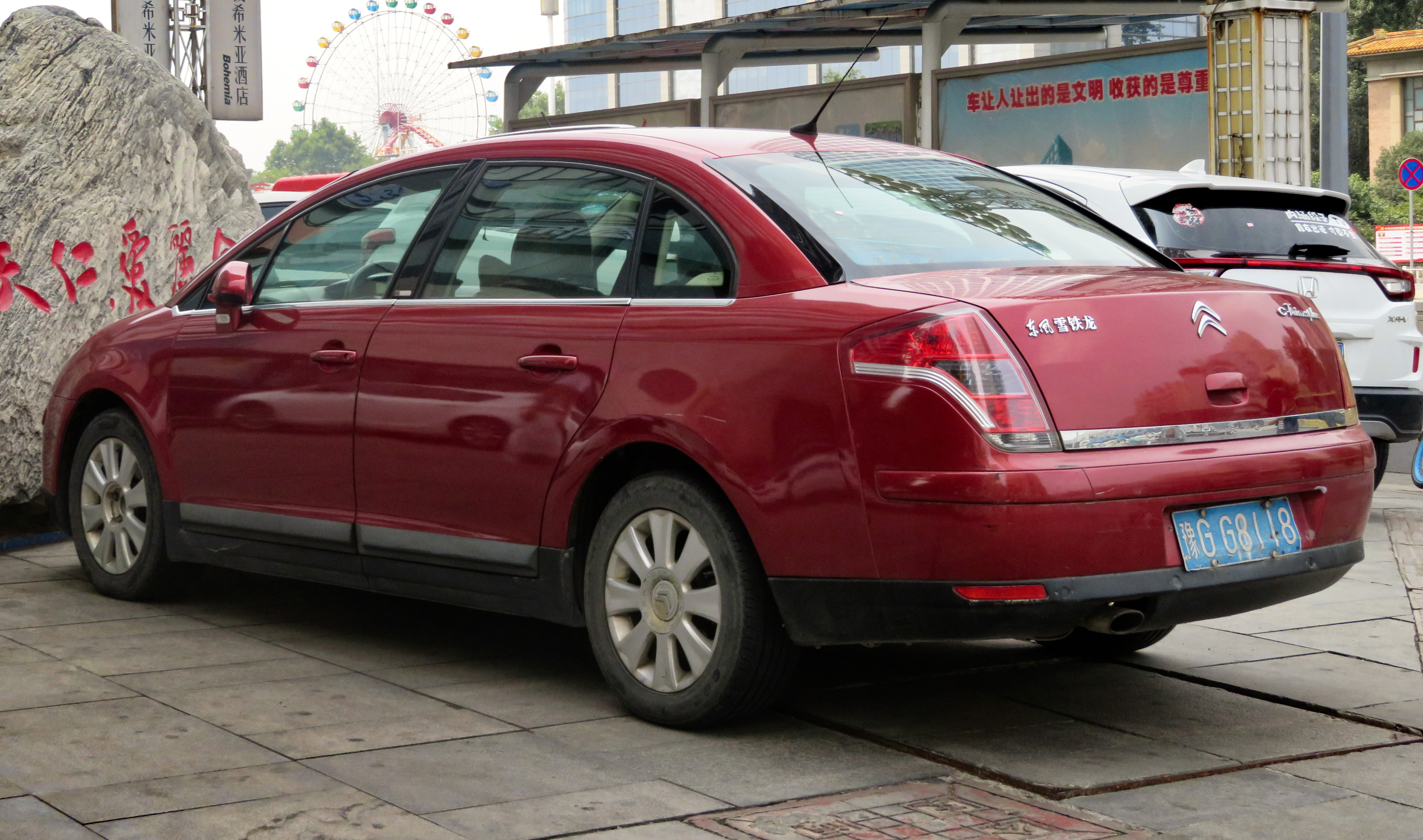
Citroën C-Triomphe (Chine)

Le centre de design du carrossier italien Pininfarina est chargé en 2003 de la conception de la partie arrière du projet B53, qui doit devenir une C4 à empattement allongé à 4 portes. Des phases de validation sur les premiers prototypes furent réalisées dans l'usine Pininfarina de Grugliasco. Des autres SRU (serial representative unit) furent acheminés vers le centre de production PSA de Sochaux pour d'autres phases de validation. Quelques SRU furent ensuite acheminés vers la Chine dans l'usine Dongfeng Peugeot Citroën Automobile (DPCA) dans la banlieue de Wuhan, site sur lequel était destinée la première production en série de ce modèle.

#### C-Triomphe (Chine)
Il existe en Chine une variante 4 portes à empattement allongé de la C4, produite localement et appelée C-Triomphe (chinois : 凯旋 ; pinyin : Kǎixuán). L'empattement de 2,71 m profite aux places arrière et la forme tricorps porte la longueur de 4,26 à 4,77 m augmentant de 200 l (à 580 litres) le volume de coffre.
La production de la C-Triomphe démarre fin avril 2006. Le lancement commercial a lieu le mois suivant. Son objectif de production initial de 50 000 unités annuelles n'est pas atteint, la meilleure année du modèle est 2007 (31 314 véhicules produits cette année là),. La production cesse en 2012, après moins de 75 000 véhicules produits en Chine.

#### C4 Sedan (Europe) et C4 Pallas (Amérique du Sud)
Un modèle semblable appelé C4 Pallas est produit de 2007 à 2013 à l'usine PSA de Buenos Aires en Argentine pour le marché sud-américain.

Le modèle est exporté à la marge vers certains marchés d'Europe du Sud, tels l'Espagne et la Grèce. Il n'est lancé dans ces pays qu'en 2008. En Europe (sauf en Hongrie), la C4 Pallas est sobrement renommée C4 Sedan,. Quelques unités sont importés en France, uniquement par le biais d'importateurs privés.

Citroën C4 Sedan (Europe)
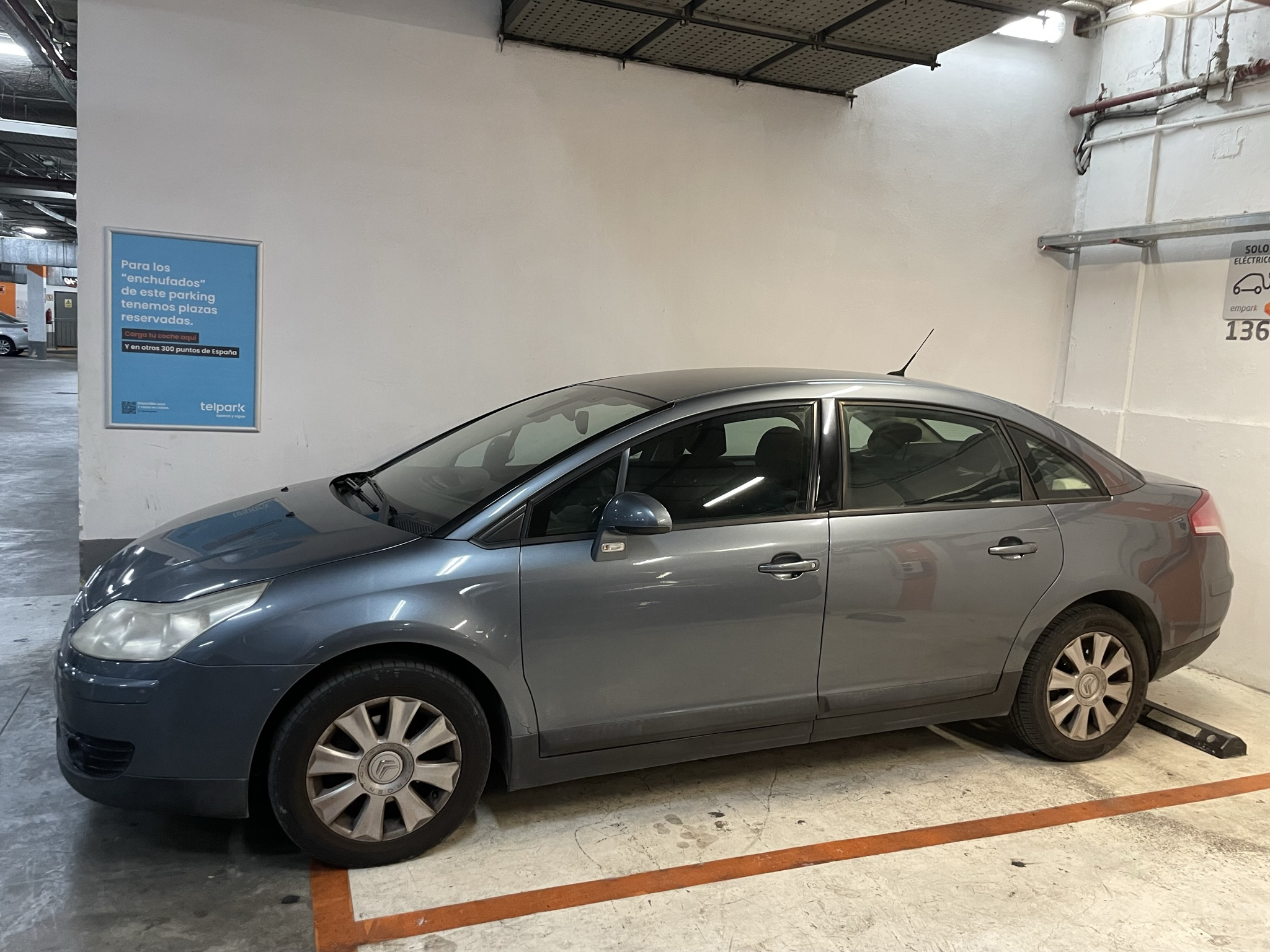
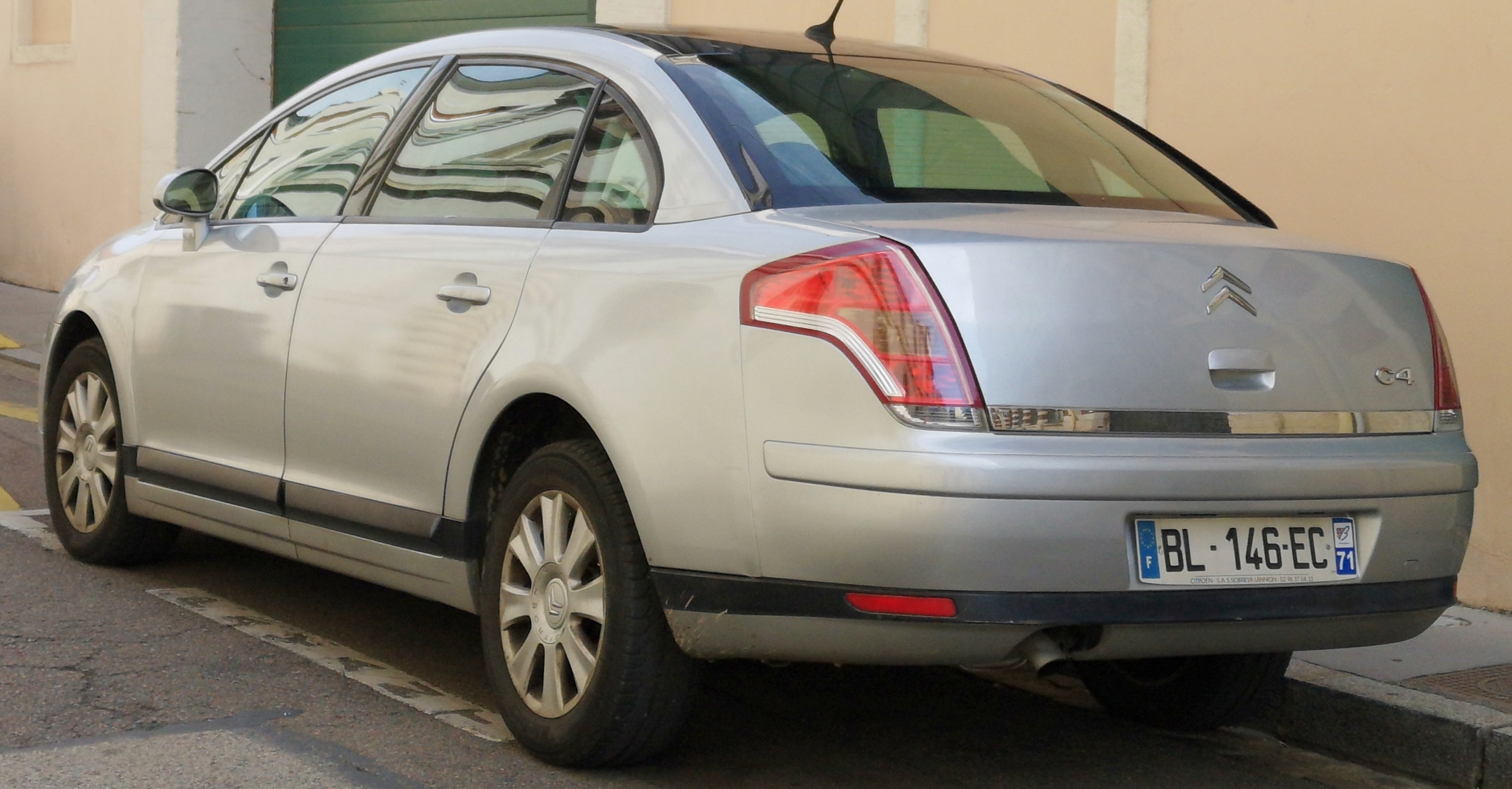

À son lancement, en fonction des pays et des niveaux de finition, la berline dispose de deux motorisations essence : le 1.6i 16V 110 ch et le 2.0i 16V 143 ch qui seront proposés au Brésil en version Flex Fuel. Deux diesels HDi seront également disponibles : le 1.6 HDi 110 FAP et le 2.0 HDi 135 en Europe, et le 2.0 HDI de 90 et 110 ch en Argentine.

Au Salon de l'automobile de São Paulo 2010, la filiale brésilienne de la marque aux chevrons présente un show car appelé Citroën C4Pallas.com. Il est pourvu d'une peinture gris mat, d'arches couleur argent, d'un toit noir, d'une signature lumineuse revue, de stickers et d'un accès internet à bord.

### C-Quatre

#### Phase 1

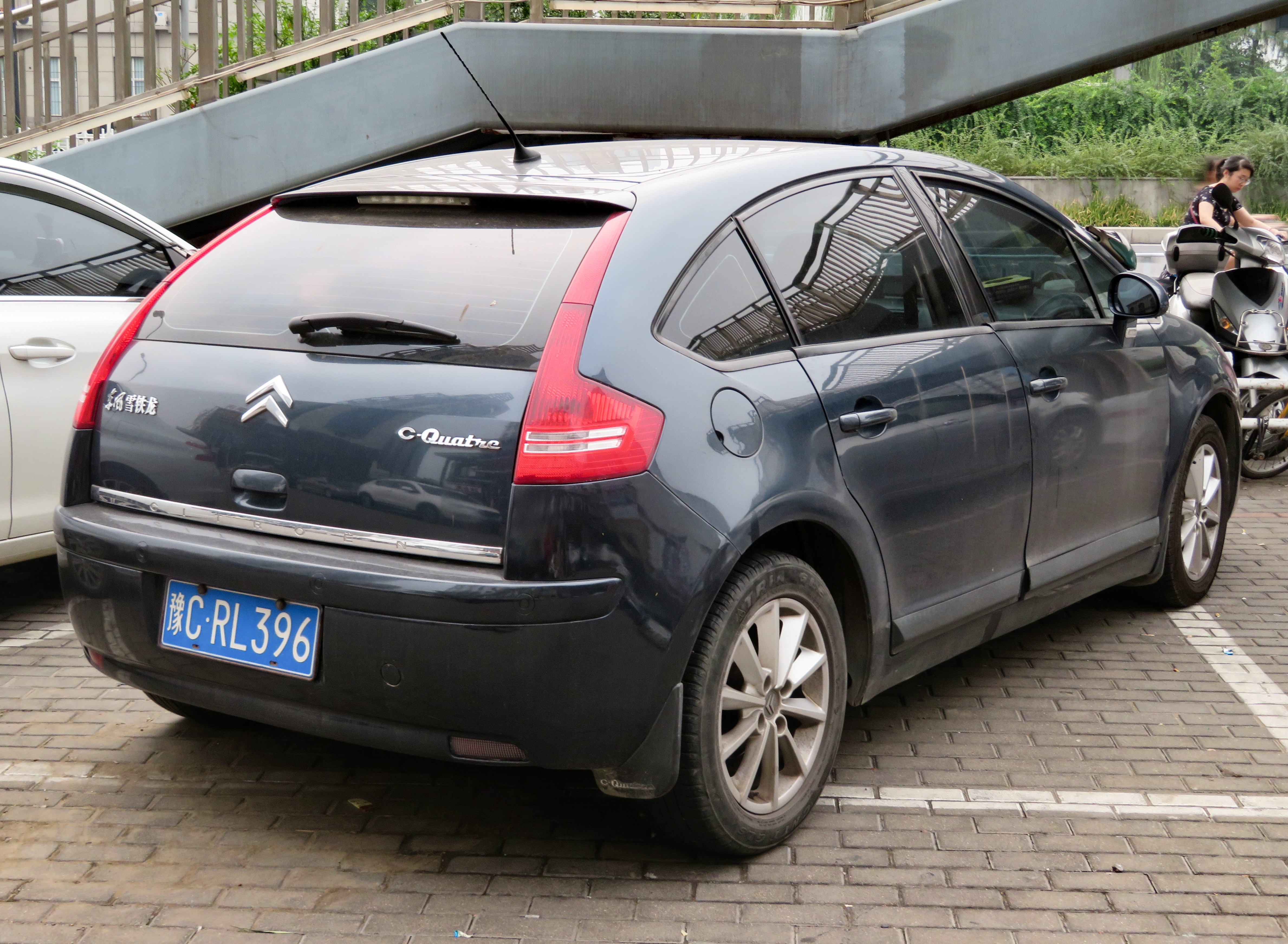
Citroën C-Quatre phase 1 5 portes

En septembre 2008, Citroën présente la C-Quatre, une C4 produite en Chine.
En avril 2009, au salon automobile de Shanghai, la marque en présente une déclinaison à quatre portes exclusive, la C-Quatre sedan. Cet autre modèle tricorps a un arrière différent de celui de la C-Triomphe, et ne dispose pas d'un empattement allongé contrairement à celle-ci.

Une version au look baroudeur appelée C-Quatre Cross basée sur la version 5 portes est lancée fin 2011.

Citroën C-Quatre phase 1 4 portes
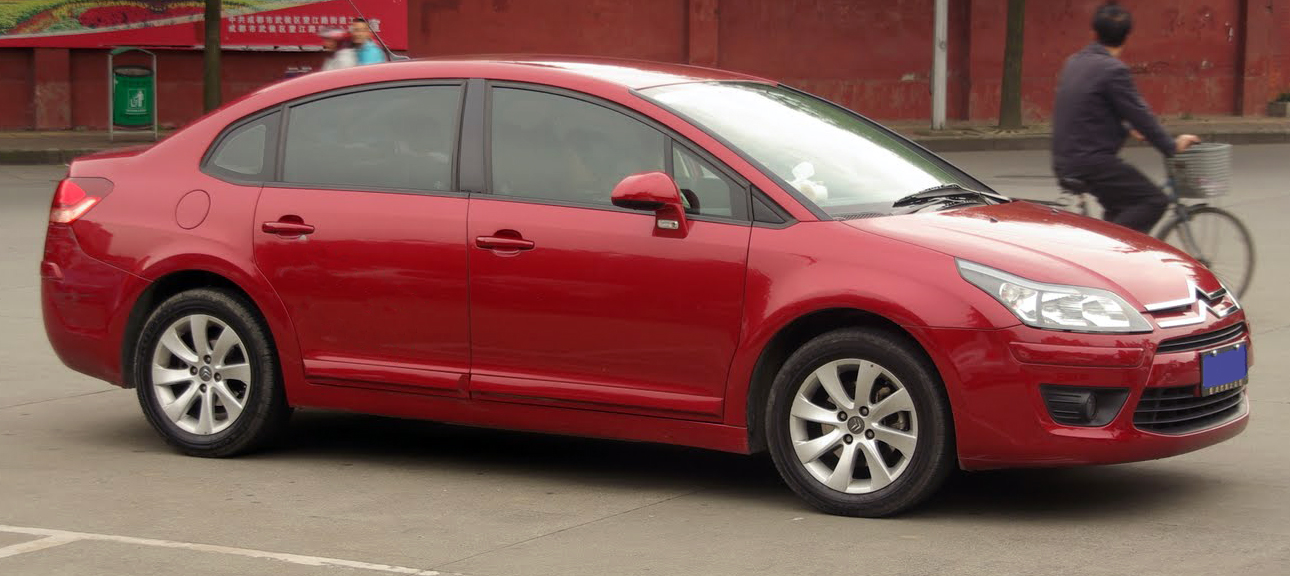
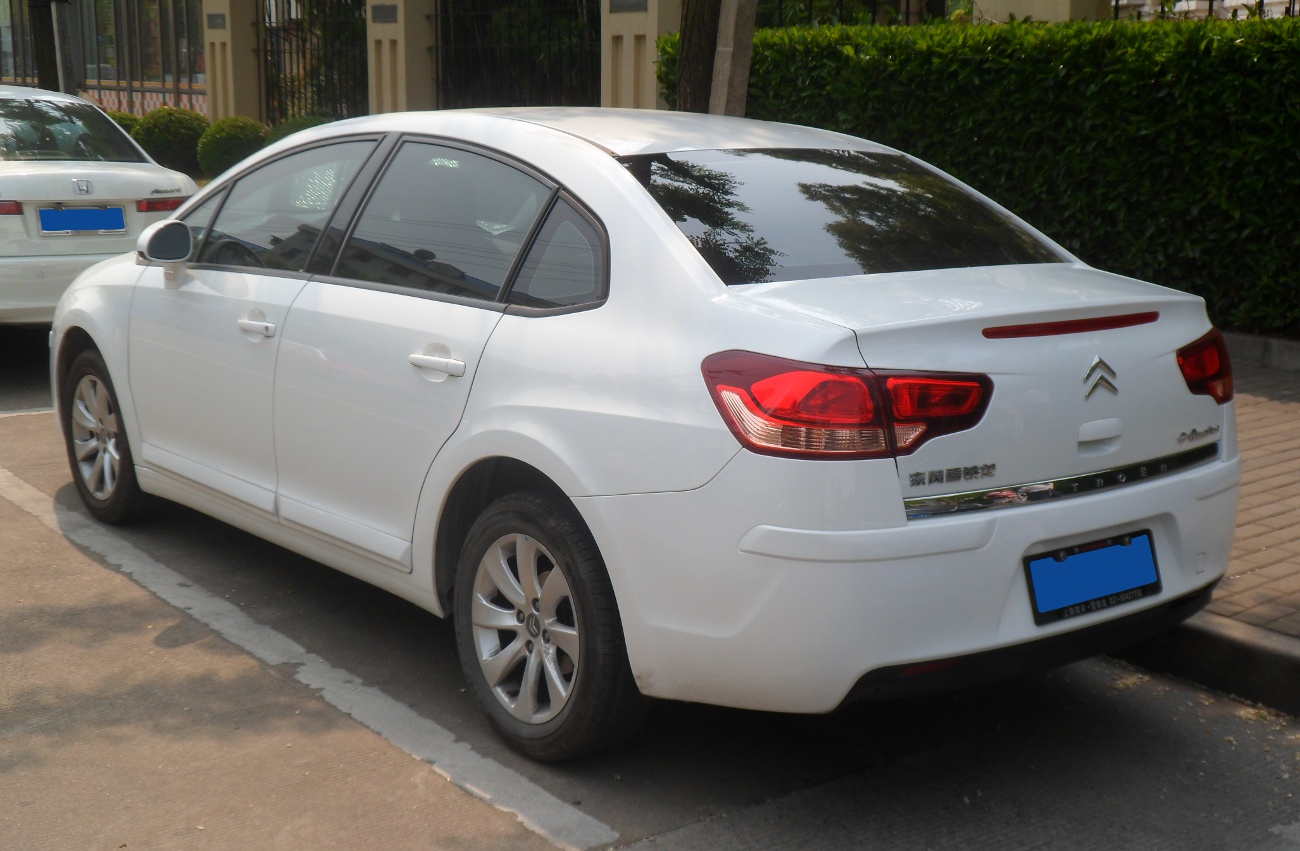

#### Phase 2
Une nouvelle face avant rappelant celle de la Citroën C4 II apparaît en 2012 à l'occasion d'un restylage. Les moteurs essence sont les mêmes que ceux de la C-Triomphe: 1.6l 16v 110 ch et 2,0l 16v 143 ch[Quand ?].

Citroën C-Quatre phase 2
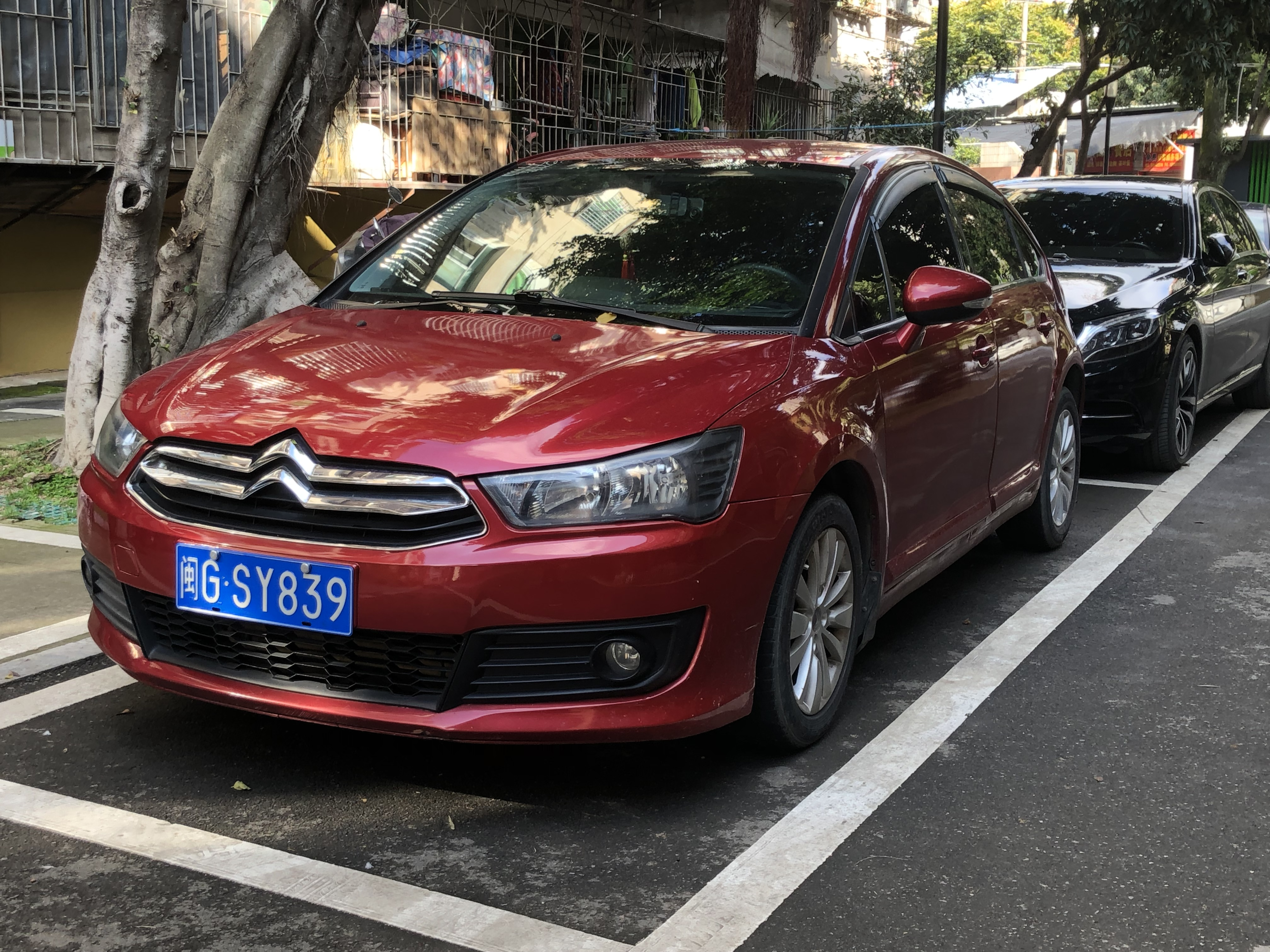
Citroën C-Quatre 5 portes phase 2
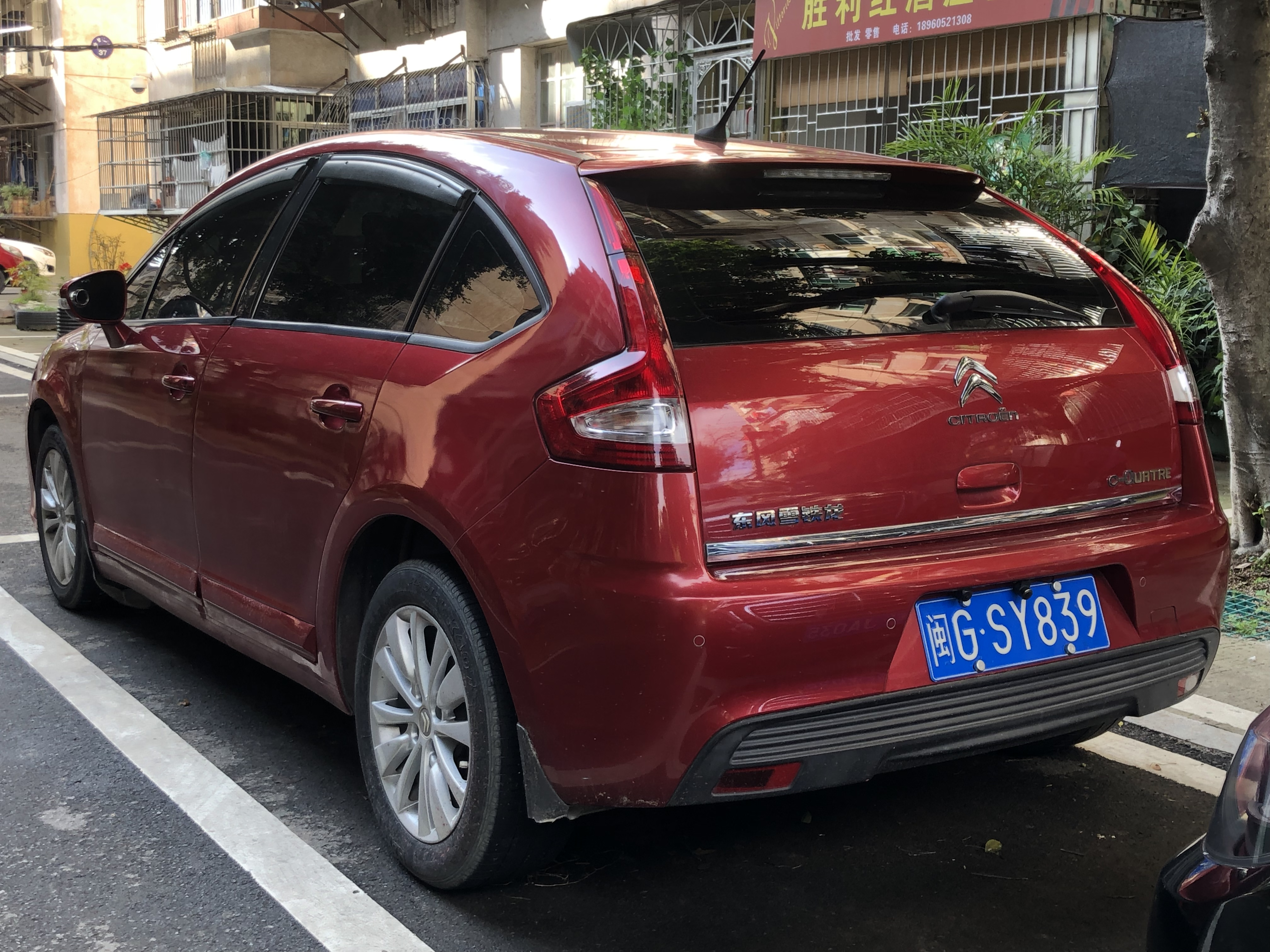
Citroën C-Quatre 5 portes phase 2
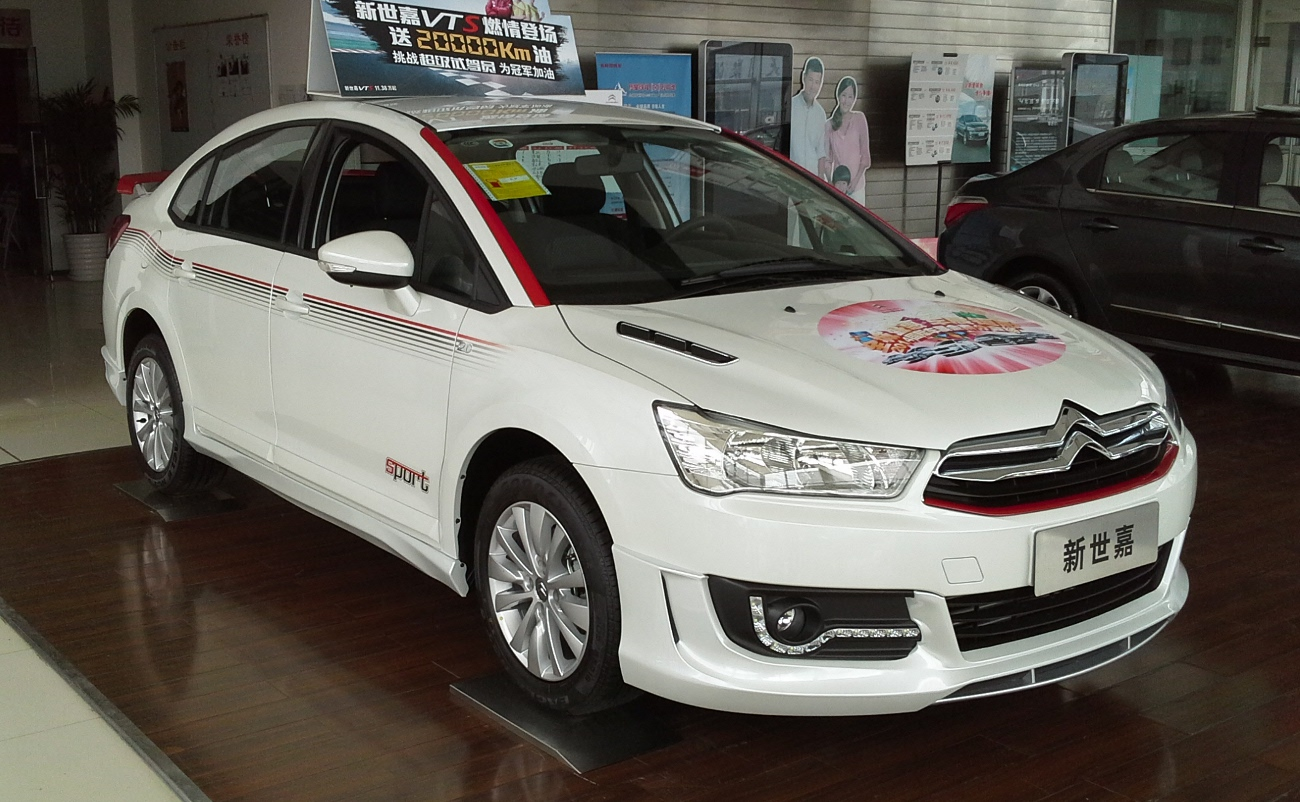
Citroën C-Quatre 4 portes phase 2 VTS
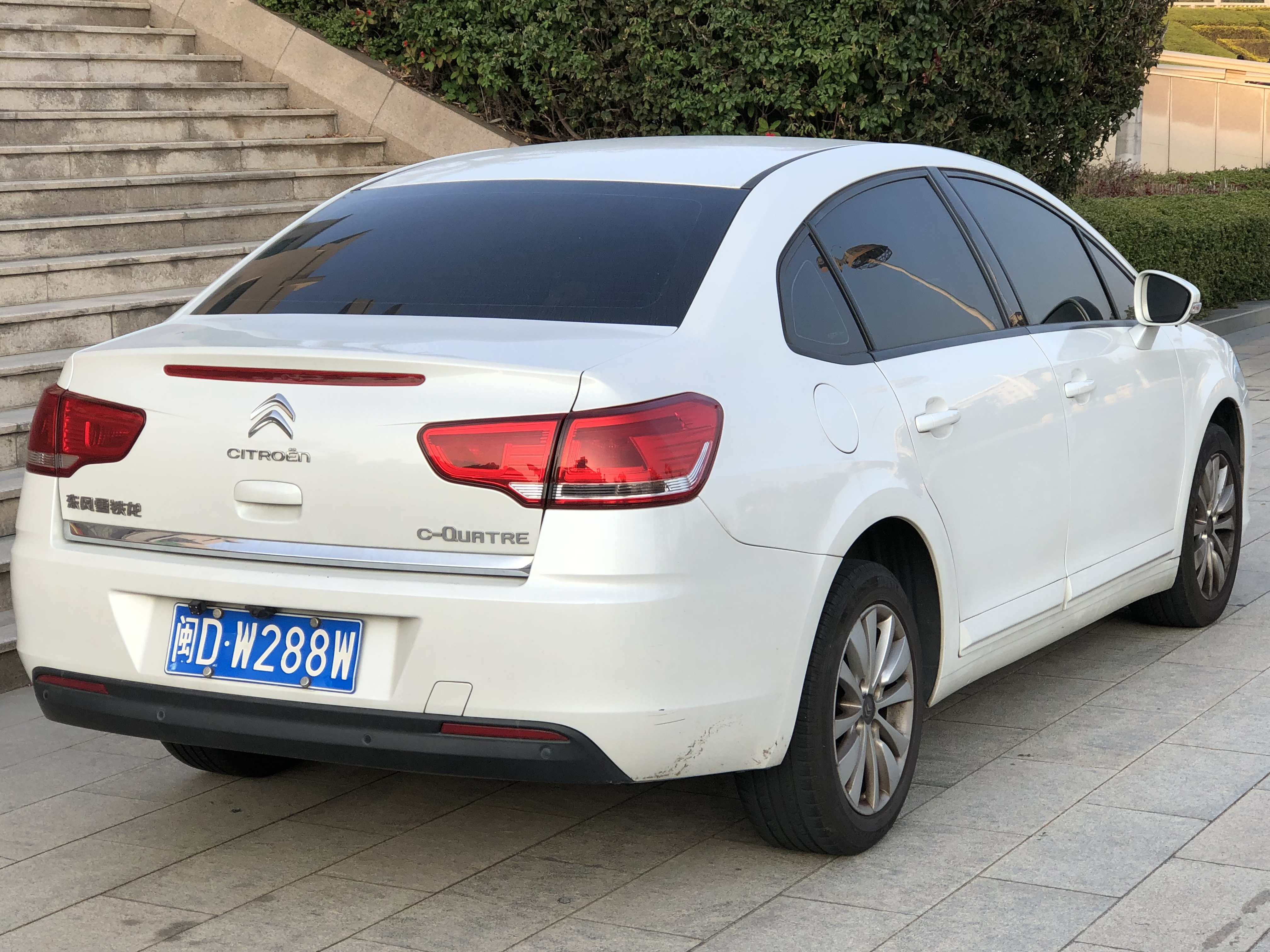
Citroën C-Quatre 4 portes phase 2
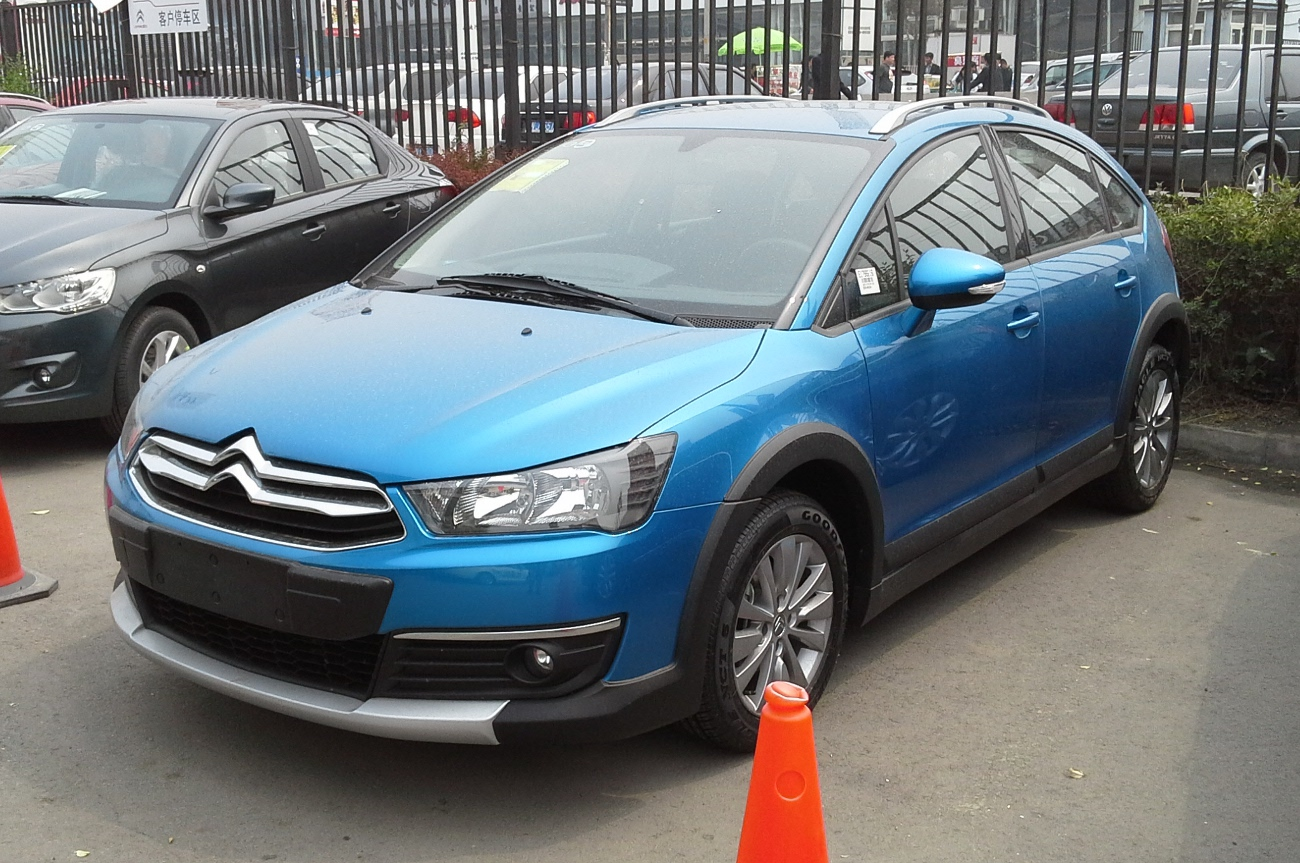
Citroën C-Quatre Cross phase 2

Une version VTS avec quadruple sortie d’échappement est disponible depuis 2014 équipée d'un 2.0l de 147 ch ch.
PSA propose une nouvelle motorisation en 2014, il s'agit du moteur 1.2 e-THP 130 ch, il devient le premier moteur du groupe à se conformer aux normes Euro 6. Ce moteur propose également une boîte manuelle à 6 rapports.
La production de la C-Quatre sedan s'arrête en 2016, un an après la C-Quatre bicorps, dont les volumes de production étaient environ 10 fois moins élevés,.

### C4 Sega

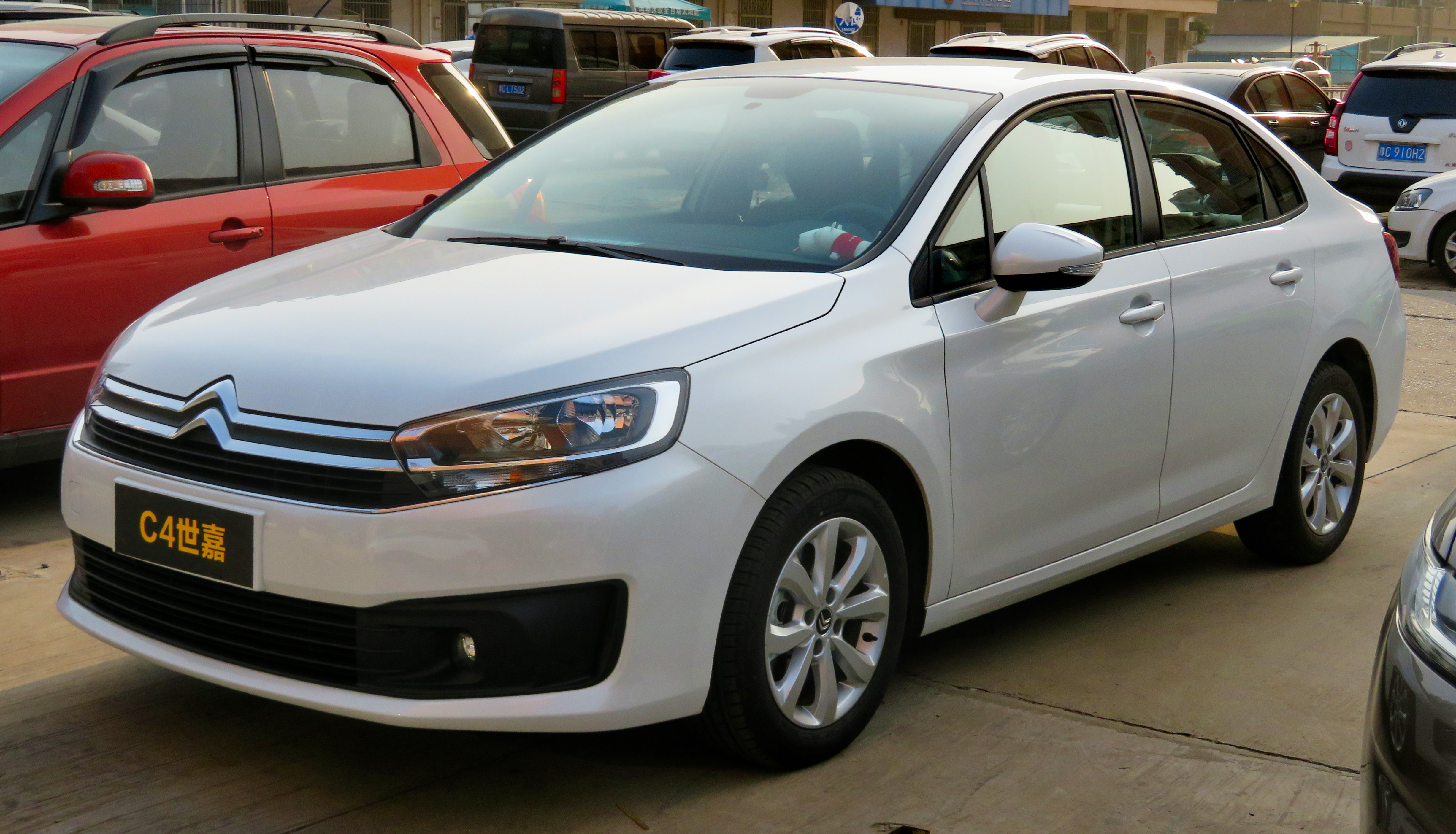
Citroën C4 Sega

Dévoilée au salon de Chengdu 2015, cette berline tricorps est un important restylage de la C-Quatre sedan. Elle est officiellement appelée Citroën C4 (ou par son nom complet, Dongfeng Citroën C4 Sega, parfois retranscris C4 Shijia). Son code projet en interne est BZ3.
Positionnée dans la gamme chinoise entre la C-Elysée et la C4L, la Citroën C4 sedan propose deux motorisations à essence, le moteur 1.2 à trois cylindres turbo PureTech de 130 ch et l’ancien 1.6 atmosphérique de 117 ch.

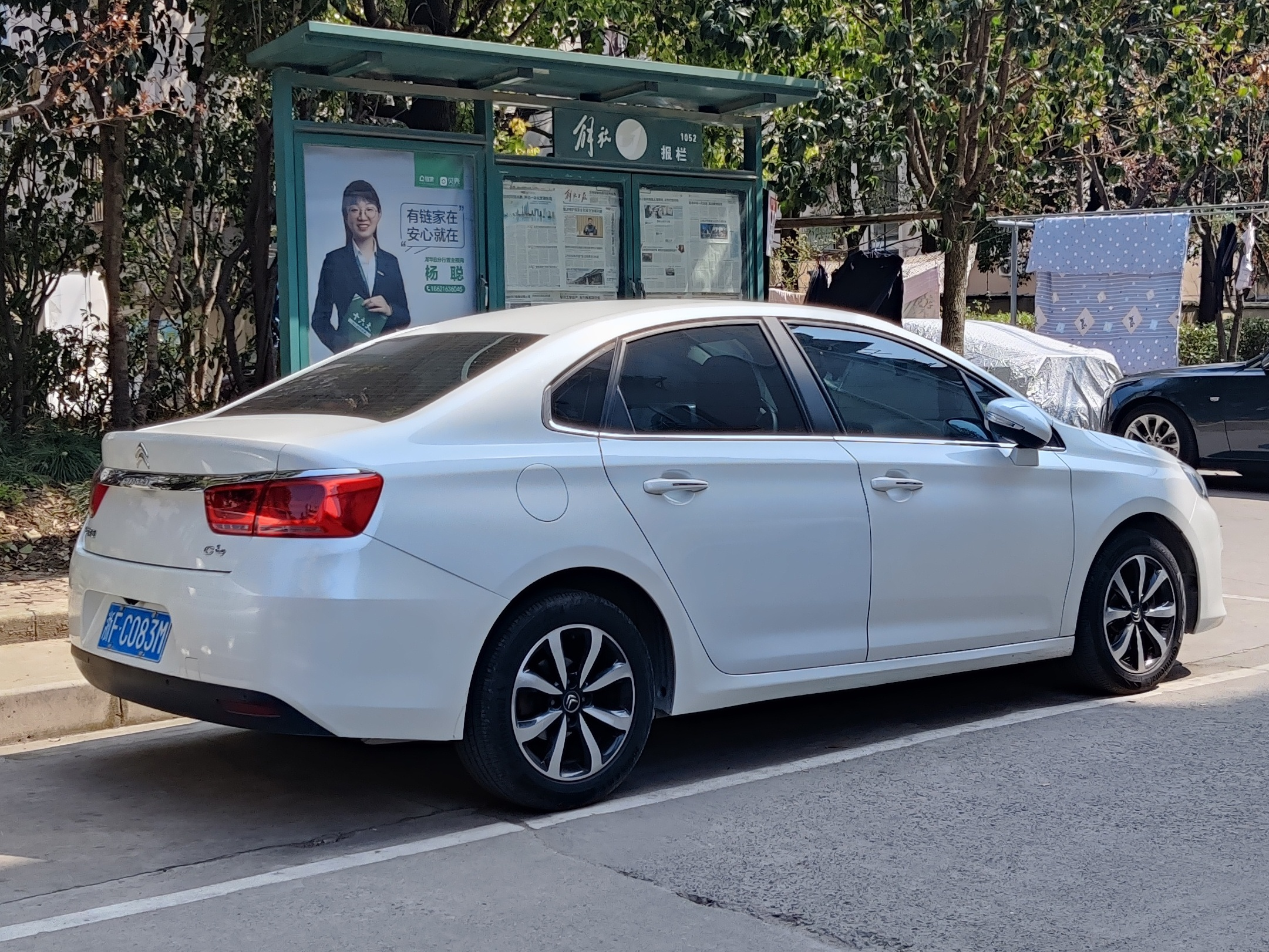
Citroën C4 Sega

102 597 exemplaires ont été fabriqués tout au long de la carrière du véhicule, de 2015 à 2019. Ce chiffre est bien inférieur aux performances commerciales de sa prédécesseur la C-Quatre 4 portes, qui avait réalisé un volume de ventes supérieur sur la seule année 2012.

## C4 WRC
Les premiers tours de roues de la C4 WRC ont eu lieu en 2004. En décembre de cette même année, le groupe PSA, propriétaire de la marque, annonce le retrait de ses deux équipes (Peugeot et Citroën) du championnat du monde des rallyes fin 2005. La C4 WRC devient donc un projet mort-né. Les changements de la réglementation du WRC, et notamment la réduction des coûts, permettent à Citroën d'annoncer son retour avec la C4 pour 2007.
Cette voiture possède un moteur 2 litres turbo avec une bride imposée de 34 mm et développe une puissance de 350 ch. Elle reçoit également une boite de vitesses séquentielle à 6 rapports avec palette au volant.
Elle ressort du placard et est développée par Sébastien Loeb pendant l'année 2006. Le Français s'impose facilement dès son premier rallye, le Monte-Carlo 2007, devant son coéquipier Daniel Sordo. Il remporte le titre 2007 des pilotes.
À l'issue de la saison 2008, Citroën remporte le championnat constructeurs, et Sébastien Loeb avec 11 rallyes sur 15 remportés au volant de la C4 WRC lui donne son 5e titre de champion du monde des pilotes consécutif associé à Daniel Elena comme copilote, la C4 couronnant Citroën pour le titre par équipes. Alors que les pneus BF Goodrich étaient réputés comme donnant un avantage à Citroën en 2007, les victoires de 2008 sont obtenues à armes égales, Pirelli étant fournisseur unique de tout le plateau.
Leur domination continue en 2009 où le trio Loeb-Elena-Citroën s'impose à nouveau. En 2010, dernière de la C4, Loeb et Elena remportent huit succès et le Français Sébastien Ogier, lui aussi au volant d'une C4 WRC, en remporte deux. La C4 WRC aura en tout remporté 37 épreuves, quatre titres pilotes et copilotes, et trois titres constructeurs entre 2007 et 2010.
Titres (14)
- WRC constructeurs : 2008, 2009 et 2010 ;
- WRC pilotes : 2007, 2008, 2009 et 2010 ;
- WRC copilotes : 2007, 2008, 2009 et 2010 ;
- Championnat de Belgique des rallyes : 2011 et 2012 (Pieter Tsjoen) ;
- Championnat de France des rallyes Terre : 2013 (Jean-Marie Cuoq) ;
  - 3e du championnat de France des rallyes asphalte, en 2012 (J.M. Cuoq) ;
  - 4e du championnat de France des rallyes asphalte, en 2011 (Dany Snobeck) ;

Victoires (en cours en France) :
- WRC (37) : Monte-Carlo 2007 et 2008, Mexique 2007, 2008 et 2010, Portugal 2007, 2009 et 2010, Argentine 2007, 2008, 2009 et 2011, Allemagne 2007, 2008 et 2010, Catalogne 2007, 2008, 2009 et 2010, Corse 2007 et 2008, Irlande 2007 et 2009, Sardaigne 2008, Acropole 2008, Finlande 2008, Nouvelle-Zélande 2008, Grande-Bretagne 2008, 2009 et 2010, Norvège 2009, Chypre 2009, Jordanie 2010, Turquie 2010, Bulgarie 2010, Japon 2010, France 2010 ;
- Belgique (10): Haspengouw 2011 et 2012, TAC 2011 et 2012, Wallonie 2011 et 2012, Flandre 2011 et 2012, Belgique Est 2011, Sezoens 2012 (autre Belgique: Van Moorslede 2011) ;
- France (asphalte) (7) : Var 2009, Charbonnières 2011 et 2012, Limousin 2011 et 2013, Vins Mâcon 2012, Rouergue 2013 ;
- France (terre) (5) : Langres 2013 (2e), Auxerrois 2013, Cardabelles 2013, Vaucluse 2013, Causses 2014 ;
- France (coupe) (4) : Côte D'Or 2011 et 2012, Saint-Marcellin 2013, Val d'Ance 2014.

Palmarès Pilote    
|      |                |        |  |  |  |  |  |  |  |
| 2007 | Sébastien Loeb | C4 WRC |  |  |  |  |  |  |  |
| 2008 | Sébastien Loeb | C4 WRC |  |  |  |  |  |  |  |
| 2009 | Sébastien Loeb | C4 WRC |  |  |  |  |  |  |  |
| 2010 | Sébastien Loeb | C4 WRC |  |  |  |  |  |  |  |

Palmarès Constructeur   
|      |        |  |  |  |  |  |  |  |  |
| 2008 | C4 WRC |  |  |  |  |  |  |  |  |
| 2009 | C4 WRC |  |  |  |  |  |  |  |  |
| 2010 | C4 WRC |  |  |  |  |  |  |  |  |

## Dans la culture populaire

### Jeux vidéo
La Citroën C4 apparaît dans différents jeux vidéo, la plupart du temps en version WRC :
- Forza Motorsport 3
- Gran Turismo 5
- Gran Turismo 6
- Dirt 3
- Dirt Rally
- Dirt Rally 2.0 (DLC)
- Colin McRae: Dirt

#### Sources et références
1. ↑  « Citroen origins : l'histoire de Citroën » (consulté le 18 juillet 2016)
2. ↑  La version 3 portes est appelée « Coupé » pour les particuliers et « Entreprise » pour les versions 2 places
3. ↑  Disponible en Chine, Espagne, Amérique du Sud...
4. ↑  lignesauto, « 1998 : Les secrets de la C4 Volcane », sur LIGNESauto, 3 avril 2018 (consulté le 14 juin 2022)
5. 1 2  ParuVendu.fr, « Essai Citroën C4 Coupé et Berline 2004 : innovante et stylée », sur ParuVendu.fr (consulté le 1er mai 2023)
6. ↑  Fiche auto : Citroen C4 puissance de cv
7. ↑  « Citroën C4 restylée (Moscou 2008) - Bons baisers de Russie », sur Challenges, 7 juillet 2008 (consulté le 31 mars 2022)
8. ↑  « le diffuseur de parfum de la Citroën C4 - La fin du p'tit sapin qui sent bon », sur Challenges, 27 septembre 2004 (consulté le 11 octobre 2021)
9. ↑  « Citroën C2 et C4 by LOEB : séries très spéciales ! », sur Autonews, 5 décembre 2006 (consulté le 25 octobre 2023)
10. ↑  Patrick Garcia, « Nouvelle Citroën C4 by Loeb, édition 2009 », sur Caradisiac, 12 février 2009 (consulté le 25 octobre 2023)
11. 1 2 3  (en) China Division - PSA Peugeot Citroën in China - News kit, avril 2010 (lire en ligne [PDF])
12. ↑  « Citroen », sur web.archive.org, 30 novembre 2006 (consulté le 27 octobre 2023)
13. 1 2  (en-US) Citroen Model Sales, « Citroën Triomphe Sales Figures », sur GCBC (consulté le 27 octobre 2023)
14. ↑  (pt-BR) « Citroën baixa preços do C4 Pallas », sur Exame, 26 avril 2013 (consulté le 24 mai 2021)
15. ↑  « Citroen », sur web.archive.org, 30 novembre 2006 (consulté le 27 octobre 2023)
16. ↑  (en) « PSA postpones C4 sedan exports to Europe », sur Automotive News Europe, 5 décembre 2007 (consulté le 24 mai 2021)
17. ↑  « C4 SEDÁN AL DETALLE », sur web.archive.org, 18 juin 2010 (consulté le 20 avril 2023)
18. ↑  Nouvelle silhouette pour la Citroën C4 en Amérique latine
19. ↑  (en-US) Tycho de Feijter, « Citroen c-Quatre VTS hits the China car market », sur CarNewsChina.com, 4 avril 2014 (consulté le 13 septembre 2023)
20. ↑  Essai citroen C4 1.2 e-THP 130 ch
21. ↑  (en-US) Bart Demandt, « Citroën C-Quatre Sedan China auto sales figures », sur carsalesbase.com, 22 avril 2015 (consulté le 29 avril 2023)
22. ↑  (en-US) Bart Demandt, « Citroën C-Quatre Sedan China auto sales figures », sur carsalesbase.com, 22 avril 2015 (consulté le 13 septembre 2023)
23. ↑  (en-US) Bart Demandt, « Citroën C-Quatre Hatchback China auto sales figures », sur carsalesbase.com, 22 avril 2015 (consulté le 13 septembre 2023)
24. 1 2  « CHINE : DONGFENG CITROËN POURSUIT SON OFFENSIVE AU SALON DE CHENGDU AVEC SA NOUVELLE BERLINE C4 », sur www.media.stellantis.com (consulté le 29 avril 2023)
25. ↑  (en-US) Tycho de Feijter, « New Citroen C4 launched on the Chinese car market », sur CarNewsChina.com, 19 novembre 2015 (consulté le 2 juillet 2022)
26. ↑  (en) Groupe PSA, « Groupe PSA 2018 Corporate Social Responsability Report » [PDF], sur cotecorp.com (consulté le 16 juin 2022)
27. ↑  « 东风雪铁龙C4世嘉网站 », sur web.archive.org,‎ 10 mai 2016 (consulté le 29 avril 2023)
28. ↑  (en-US) ModelCitroën Car SalesCitroën Model Sales, « Citroën C4 Sedan China auto sales figures », sur carsalesbase.com, 14 novembre 2015 (consulté le 13 juin 2022)
29. ↑  (en-US) ModelCitroën Car SalesCitroën Model Sales, « Citroën C-Quatre Sedan China auto sales figures », sur carsalesbase.com, 22 avril 2015 (consulté le 13 juin 2022)
30. ↑  « Loeb est un génie », Auto Plus, no 1056, 2 décembre 2008, p. 56-57